# Aniołowo
Aniołowo [pronunciación en polaco: /aɲɔˈwɔvɔ/] (en alemán: Rapendorf) es un pueblo ubicado en el distrito administrativo de Gmina Pasłęk, dentro del Distrito de Elbląg, Voivodato de Varmia y Masuria, en Polonia del norte. Se encuentra aproximadamente a 9 kilómetros al noroeste de Pasłęk, a 14 kilómetros al este de Elbląg, y a 70 kilómetros al noroeste de la capital regional Olsztyn.
Antes de 1945, el área fue parte de Alemania (Prusia Oriental).
El pueblo tiene una población de 180 habitantes.